# البريد الكرواتي
شركة البريد الكرواتي (HP-Hrvatska pošta d.d.)، التي تأسست عام 1999، هي شركة تجارية مملوكة لجمهورية كرواتيا. البريد الكرواتي هو مشغل بريدي وطني في جمهورية كرواتيا. تشكل مكاتب البريد التابعة للبريد الكرواتي (العدد الإجمالي: 1016) واحدة من أوسع الخدمات وشبكات البيع بالتجزئة في البلاد. بصرف النظر عن الخدمات البريدية، يقدم البريد الكرواتي أيضًا خدمات الدفع وخدمات البيع بالتجزئة وخدمة التلفزيون الرقمي في جميع أنحاء كرواتيا. البريد الكرواتي هو أيضًا أحد مؤسسي وعضو كامل في رابطة مشغلي البريد العام الأوروبي، بينما كرواتيا عضو في الاتحاد البريدي العالمي. يصدر البريد الكرواتي أيضًا طوابع بريدية لكرواتيا.

## وصلات خارجية
- موقع البريد الكرواتي